# Montaubion-Chardonney
Montaubion-Chardonney (toponimo francese) è stato un comune svizzero del Canton Vaud, nel distretto del Gros-de-Vaud.

## Storia
Nel 2011 il comune di Montaubion-Chardonney, composto dalle frazioni di Chardonney e Montaubion, è stato accorpato agli altri comuni soppressi di Peney-le-Jorat, Sottens, Villars-Mendraz e Villars-Tiercelin per formare il nuovo comune di Jorat-Menthue.

### Simboli
Lo stemma, risalente al 1927, rappresenta Montaubion con la montagna (in francese mont) e Chardonney con il cardo (chardon). Gli smalti argento e rosso indicano l'appartenenza all'antica diocesi di Losanna.

## Società

### Evoluzione demografica
L'evoluzione demografica è riportata nella seguente tabella:
Abitanti censiti

## Amministrazione
Ogni famiglia originaria del luogo fa parte del cosiddetto comune patriziale e ha la responsabilità della manutenzione di ogni bene ricadente all'interno dei confini del comune.